# Fusifilum physodes
Fusifilum physodes är en sparrisväxtart som först beskrevs av Nikolaus Joseph von Jacquin, och fick sitt nu gällande namn av Constantine Samuel Rafinesque och Franz Speta. Fusifilum physodes ingår i släktet Fusifilum och familjen sparrisväxter. Inga underarter finns listade i Catalogue of Life.